# Tony Rickardsson
Jan Tony Sören Rickardsson, född 17 augusti 1970 i Avesta, är en svensk före detta speedwayförare och sexfaldig individuell världsmästare. Rickardsson har i Sverige kört för fem olika speedwayklubbar, däribland Masarna och Valsarna. Han tävlade dessutom parallellt för klubbar i både polska och brittiska speedwayligorna.

## Sammanfattning av karriären
När Tony Rickardsson var liten var han ishockeyintresserad och var bland annat med i Dalarnas TV-pucklag 1985. Men han var även duktig i speedway, och när han tvingades välja mellan hockeyn och speedwayen blev det speedwayen.
Tony Rickardsson gjorde kometkarriär och blev som 20-åring svensk mästare, 21 år gammal tog han VM-silver och 24 år gammal blev han individuell världsmästare. Därefter fortsatte framgångarna genom bland annat en rad par-VM-guld, lag-VM-guld, VM-guld och SM-guld. Han vann under sin karriär sex individuella VM-guld, ett par-VM-guld, två lag-VM-guld och sex individuella SM-guld.
Tony Rickardsson fick VM-guld Bragdguldet år 1999 och Jerringpriset 2005, två av de år då han erövrade den individuella VM-titeln. På hösten 2005 bestämde sig Tony för att säsongen 2006 skulle bli hans sista på speedwaycykeln. Han meddelade den 1 augusti 2006 att han omedelbart slutar att tävla i speedway. Enligt Rickardsson var orsaken de hjärnskakningar han ådrog sig under året, och som fått honom att känna yrsel och se dubbelt.
Tony Rickardsson är historisk tillsammans med nyzeeländaren Ivan Mauger. Även denne har sex individuella VM-titlar i speedway. Rickardsson är tillsammans med Ove Fundin Sveriges mest framgångsrika speedwayförare.
Rickardsson gick efter speedwaykarriären över till bilsport och tävlade mellan år 2004 och 2009 i Porsche Carrera Cup Scandinavia. Han tog totalt åtta segrar och blev som bäst tvåa totalt säsongen 2009.
Rickardsson gick i tjänst som regionchef för Swedish Match Continental Europe den 1 oktober 2009.

## Segrar Speedway Grand Prix
| Nr | Bana      | År   |
| -- | --------- | ---- |
| 1  | Prag      | 1998 |
| 2  | Pocking   | 1998 |
| 3  | Linköping | 1998 |
| 4  | Coventry  | 1999 |
| 5  | Vojens    | 1999 |
| 6  | Wroclaw   | 2000 |
| 7  | Cardiff   | 2001 |
| 8  | Vojens    | 2001 |
| 9  | Hamar     | 2002 |
| 10 | Stockholm | 2002 |
| 11 | Vojens    | 2002 |
| 12 | Chorzów   | 2003 |
| 13 | Krsko     | 2004 |
| 14 | Hamar     | 2004 |
| 15 | Wroclaw   | 2005 |
| 16 | Krsko     | 2005 |
| 17 | Cardiff   | 2005 |
| 18 | Köpenhamn | 2005 |
| 19 | Prag      | 2005 |
| 20 | Lonigo    | 2005 |

## Andra meriter
- 12 Grand Prix-säsonger och 79 Grand Prix-tävlingar i speedway.
- 20 Grand Prix-segrar
- Lagmästare i Polen tre gånger, brittisk lagmästare tre gånger.
- Svenska Dagbladets Bragdguld 1999.
- 1987: JSM-fyra
- 1988: 14:e i SM, 8:a i JSM
- 1989: 6:a i SM, JSM-silver
- 1990: JVM-brons, SM-guld, JSM-silver
- 1991: SM-femma, Par SM-femma
- 1992: 14:e i VM, 6:a i SM, Par SM-silver
- 1993: 14:e i VM, Parvärldsmästare, SM-silver
- 1994: SM-guld, Par SM-fyra
- 1995: Lag-VM-fyra, Guld i International Masters Series, SM-fyra, Par SM-guld
- 1996: VM-fyra, Brons i International Masters Series, SM-silver, Par SM-fyra
- 1997: VM-fyra, SM-guld, Par SM-guld
- 1998: Etta i Tjeckiens GP, Etta i Tysklands GP, Etta i Sveriges GP, Lag-VM-silver, SM-guld, Par SM-guld
- 1999: Etta i Englands GP, Etta i Danmarks GP, SM-guld
- 2000: Etta i Polens GP, SM-fyra, Par SM-silver
- 2001: Etta i Storbritanniens GP, Etta i Danmarks GP, SM-guld
- 2002: Etta i Norges GP, Etta i Sveriges GP, Etta i Danmarks GP, Lag-VM-brons, SM-femma, Par SM-silver
- 2003: Etta i Polens GP
- 2004: SM-guld, Etta i Sloveniens GP, Etta i Norges GP
- 2005: Etta i Europas GP, Etta i Sloveniens GP, Etta i Storbritanniens GP, Etta i Danmarks GP, Etta i Tjeckiens GP, Etta i Italiens GP, SM-guld
- 2008: Tvåa i Let's Dance tillsammans med proffsdansaren Annika Sjöö. Förlorade mot Tina Nordström och proffsdansaren Tobias Karlsson

## Tony Rickardsson i populärkultur
Rickardsson har flera gånger imiterats av den kände komikern Robert Gustafsson, bland annat på Svenska Idrottsgalan och i Time out. Han deltog i tv-programmet Let's Dance som sändes i TV4 2008 och kom på andra plats.
Rickardsson är en av programledarna i motorprogrammet Top Gear Sverige som hade premiär 2020.

### Webbkällor
- SvD-Rickardssons nya väg-framgång på fyra hjul